# Prądzona (rzeka)
Prądzona (kaszb. Prãdzonô) – rzeka, lewobrzeżny dopływ Chociny o długości 14,14 km. Płynie na Pojezierzu Bytowskim w regionie Kaszub zwanym Gochami. Rzeka wypływa z jeziora Prądzono i przepływa południkowo przez Prądzonę i Upiłkę.